# Cherna (Kliazma)
La Cherna (en russe : Шерна́) est une rivière de Russie et un affluent de la rive gauche de la Kliazma, dans le bassin hydrographique de la Volga, donc un sous-affluent de la Volga par l'Oka.

## Géographie
La Cherna arrose les oblasts de Vladimir et de Moscou. Elle a une longueur de 89 km et draine un bassin de 1 860 km2. La Cherna est formée par la confluence des rivières Seraïa et Moloktcha.